# Ermida (Sertã)
Ermida ist ein Ort und eine ehemalige Gemeinde (Freguesia) im portugiesischen Kreis Sertã. Die Gemeinde hatte 219 Einwohner (Stand 30. Juni 2011).
Am 29. September 2013 wurden die Gemeinden Ermida und Figueiredo zur neuen Gemeinde União das Freguesias de Ermida e Figueiredo zusammengeschlossen. Ermida ist Sitz dieser neu gebildeten Gemeinde.